# Suresnes
Suresnes je francouzské město v departmentu Hauts-de-Seine v regionu Île-de-France.

## Poloha
Suresnes leží na pravém břehu řeky Seiny. Na severu hraničí s městem Puteaux, na východě s Paříží (hranici tvoří Seina), na jihu s městem Saint-Cloud, na západě s městem Rueil-Malmaison a na severozápadě s městem Nanterre.

## Historie
Název města se poprvé vyskytuje v latinské podobě Surisnæ. V roce 918 král Karel III. daroval toto královské panství Robertovi, pařížskému hraběti a opatovi kláštera Saint-Germain-des-Prés.
V roce 1593 zde měl král Jindřich IV. proslov před katolíky královské armády a Ligy.
V roce 1844 začala na Mont Valérien na troskách kláštera Kongregace kněží Kalvárie výstavba vojenské pevnosti. Během první světové války se Suresnes stalo významným centrem výroby granátů.
Dlouholetý starosta města Suresnes Henri Sellier (ve funkci 1919–1941) začal s výstavbou sídliště bytů s nízkým nájemným, které dodnes stojí a je chráněno jako historická památka.
Během druhé světové války byla pevnost Mont Valérien využívána Němci jako věznice a popraviště odbojářů. Po válce zde byl zřízen památník, kde se každoročně 18. června koná pietní akt.

## Památky
- Mont Valérien: pevnost, vojenský památník, americký hřbitov
- Divadlo Jeana Vilara
- Zahradní město – sídliště s levnými nájemními byty z let 1921–1939, chráněno jako historická památka
- Bývalá škola pro nemocné tuberkulózou postavená v letech 1932–1936, od roku 2002 chráněná jako historická památka[2]

## Nemocnice
- Hôpital Foch

## Demografie
Počet obyvatel

## Partnerská města
- Hackney, Spojené království, 1962
- Hann. Münden, Dolní Sasko, Německo, 1960
- Cholon, Izrael, 1961
- Kragujevac, Srbsko, 1967
- Villach, Rakousko, 1992